# Hemimysis
Genre
Hemimysis est un genre de crustacés appartenant à la classe des Malacostraca, à l'ordre des Mysida et à la famille des Mysidae.

## Liste d'espèces
Selon World Register of Marine Species (2 septembre 2015) :
- Hemimysis abyssicola G.O. Sars, 1869
- Hemimysis anomala G.O. Sars, 1907
- Hemimysis lamornae (Couch, 1856)
- Hemimysis maderensis Ledoyer, 1989
- Hemimysis margalefi Alcaraz, Riera & Gili, 1986
- Hemimysis serrata Bacescu, 1938
- Hemimysis sophiae Ledoyer, 1989
- Hemimysis speluncola Ledoyer, 1963
- Hemimysis spinifera Ledoyer, 1989